# Smolno (gmina)
Smolno (od 1973 Zławieś Wielka) – dawna gmina wiejska istniejąca w latach 1934–1954 w woj. pomorskim/bydgoskim (dzisiejsze woj. kujawsko-pomorskie). Siedzibą władz gminy było Smolno.
Gmina zbiorowa Smolno została utworzona 1 sierpnia 1934 roku w powiecie toruńskim w woj. pomorskim z dotychczasowych jednostkowych gmin wiejskich: Cegielnik, Czarnebłoto, Górsk, Gutowo, Pędzewo, Rozgarty, Smolno, Stary Toruń i Zarośle Cienkie (oraz z obszarów dworskich położonych na tych terenach lecz nie wchodzących w skład gmin). 
Po wojnie gmina zachowała przynależność administracyjną. 6 lipca 1950 roku zmieniono nazwę woj. pomorskiego na bydgoskie. Według stanu z dnia 1 lipca 1952 roku gmina składała się z 8 gromad: Cegielnik, Czarnebłoto, Górsk, Gutowo, Pędzewo, Rozgarty, Stary Toruń i Zarośle Cienkie. Gmina została zniesiona 29 września 1954 roku wraz z reformą wprowadzającą gromady w miejsce gmin. Jednostki nie przywrócono 1 stycznia 1973 roku po reaktywowaniu gmin, utworzono natomiast gminę Zławieś Wielka z obszarów dawnych gmin Smolno i Rzęczkowo.